# Цимбалистов, Герасим Алексеевич
Герасим Алексеевич Цимбалистов (Цымбалистов) (?—1857) — генерал-провиантмейстер русской армии, член Совета военного министра. 

## Биография
Сведения о происхождении не сохранились. В службе с 1797 года. По 1817 год в чине надворного советника (с 12 января 1814) служил в Департаменте полиции исполнительной Министерства полиции, затем был назначен начальником 1-го отделения Провиантского департамента Военного министерства и в 1821 году произведён в коллежские советники. В 1824 году он был, с сохранением предыдущей должности, определён присутствующим в Комитет Провиантских дел (с возложением непосредственного управления отделением на одного из столоначальников, И. Ф. Беляева), а в 1825 году пожалован в 5-й класс. В 1825 году Беляев был назначен начальником 1-го отделения, а Цимбалистов перемещён чиновником особых поручений при Провиантском департаменте с оставлением присутствующим Комитета Провиантских дел.
После назначения в 1827 году вице-директора Провиантского департамента В. К. Свирина управляющим тем же департаментом, Цимбалистов стал исправлять должность вице-директора, а 26 января 1829 года сменил Свирина в качестве управляющего Провиантским департаментом (с оставлением в должности вице-директора) и одновременно вошёл по должности в число членов Совета военного министра; 22 августа 1829 года пожалован в 4-й класс, а 6 декабря 1830 года назначен генерал-провиантмейстером Главного штаба Его Императорского Величества — директором Провиантского департамента Военного министерства. В 1831 году он стал также инспектором дома Военного министерства.
В связи с преобразованием в 1832 году Совета военного министра в Военный совет Цимбалистов был с 1 января 1833 года уволен от должности члена совета, с оставлением генерал-провиантмейстером и инспектором дома Военного министерства. В 1834 году Цимбалистов был уволен от службы, а генерал-провиантмейстером назначен И. Г. Железнов.
Известно, что в 1837 году он проживал в Санкт-Петербурге по адресу Сергиевская улица, д. 72. Проведя в отставке свыше 20 лет, он скончался 14 (26) июня 1857 года и был похоронен на Волковом православном кладбище вместе с супругой Марией Васильевной (ум. 5 октября 1858 года, на 64-м году жизни).

## Награды
Цимбалистов имел знак отличия за ХХХ лет беспорочной службы и ряд орденов, в их числе:
- Орден Святой Анны 2-й степени с алмазными знаками
- Орден Святого Владимира 3-й степени
- Орден Святой Анны 1-й степени с алмазными знаками и императорской короной (6 октября 1831 года. Сенатские ведомости №31 от 24 октября 1831 года)